# Лакло, Эрнесто
Эрне́сто Лакло́ (исп. Ernesto Laclau, 6 октября 1935, Буэнос-Айрес — 13 апреля 2014, Севилья) — аргентинский политолог, постмарксист, автор книги Hegemony and Socialist Strategy, написанной совместно с Шанталь Муфф. Лакло традиционно причисляется к числу постмарксистских авторов, наиболее характерной чертой которых является критика идеи экономического детерминизма и смещения акцента классического марксизма с идеи классовой борьбы. Являлся профессором Эссекского университета, где работал заведующим кафедрой политической теории, и многие годы был директором докторской программы по идеологии и критическому анализу дискурса. Он активно выступал с лекциями во многих университетах Северной Америки, Южной Америки, Восточной Европы, Австралии и Южной Африки.

## Биография
Был членом аргентинской Социалистической партии национальной левой до 1969 года, когда британский историк Эрик Хобсбаум поддержал его при вступлении в Оксфорд. Он оборвал связи с Хорхе Абелардо Рамосом, основателем этой партии. В некоторых интервью он утверждал, что происходит из семьи Иригойена и, что социалистический политик Артуро Хауретче, активный противник диктатуры президента Хусто во время «Бесславного десятилетия» 1930-х годов, был близким другом его отца.

## Работы
В центре внимания многих теоретико-политических дискуссий как в англосаксонском мире, так и за его пределами долгое время находилась книга «Гегемония и социалистическая стратегия» (Hegemony and Socialist Strategy), написанная им в соавторстве с Шанталь Муфф. Их мышление, как правило, называют постмарксистским, так как оба они были политически активны в социальном и студенческом движениях 1960-х годов и, таким образом, пытались соединить рабочий класс и новые социальные движения. Он отбросил марксистский экономический детерминизм и понятие классовой борьбы как решающего антагонизма в обществе. Вместо этого они выдвинули концепцию радикальной демократии и антагонистического плюрализма.

## Книги
- Politics and Ideology in Marxist Theory (NLB, 1977)
- Hegemony and Socialist Strategy (совместно с Шанталь Муфф) (Verso, 1985)
- New Reflections on the Revolution of our Time (Verso, 1990)
- The Making of Political Identities (редактор) (Verso, 1994)
- Emancipation(s) (Verso, 1996)
- Contingency, Hegemony, Universality (совместно с Джудит Батлер и Славоем Жижеком) (Verso, 2000)
- On Populist Reason (Verso, 2005)
- Elusive Universality (Routledge, 2008)